# Норман (Оклахома)
Норман (енгл. Norman) град је у америчкој савезној држави Оклахома.

## Демографија
По попису из 2010. године број становника је 110.925, што је 15.231 (15,9%) становника више него 2000. године.
|                   | 2010.            | 2000.           |
| Укупно            | 110 925 (100,0%) | 95 694 (100,0%) |
| Белци             | 84 384 (76,07%)  | 76 852 (80,31%) |
| Остали            | 10 420 (9,394%)  | 7 697 (8,043%)  |
| Хиспаноамериканци | 7 082 (6,384%)   | 3 723 (3,891%)  |
| Афроамериканци    | 4 794 (4,322%)   | 4 080 (4,264%)  |
| Азијати           | 4 245 (3,827%)   | 3 342 (3,492%)  |

## Партнерски градови
- Арецо
- Клермон Феран
- Колима
- Сеика